# Still D.R.E.
Still D.R.E. – singiel amerykańskiego rapera Dr. Dre. Utwór pochodzi z albumu Dre - 2001 z roku 1999. Gościnnie występuje Snoop Dogg. Autorem tekstu utworu był Jay-Z.
W 2013 roku utwór znalazł się w fikcyjnej stacji radiowej West Coast Classics w grze Grand Theft Auto V.

## Teledysk
Teledysk został wyreżyserowany przez Hype Williams. Występują w nim Dr. Dre i Snoop Dogg w roli głównej, obok nich są ukazane "skaczące" samochody, tzw. lowridery. Gościnnie występuje także Eminem, ale ukazany jest tylko w epizodzie, kiedy Dre rapuje wersy: "Kept my ear to the streets, signed Eminem / He's triple platinum, doing 50 a week."

## Notowania
| Notowania (2000)                 | Najwyższa pozycja |
| -------------------------------- | ----------------- |
| Hot R&B/Hip-Hop Singles & Tracks | 32                |
| Hot Rap Singles                  | 11                |
| Rhythmic Top 40                  | 29                |
| US Billboard Hot 100             | 93                |
| UK Singles Chart                 | 6                 |